# Operació Bagration
L'Operació Bagration (Rus: Oперация Багратион, Operàtsia Bagration) era el nom en codi per l'Ofensiva Soviètica sobre Belarús durant la II Guerra Mundial, que expulsà a l'exèrcit alemany de la República Soviètica de Belarús i de la Polònia Oriental. Aquesta ofensiva portà essencialment la destrucció del Grup d'Exèrcit Centre alemany. Aquesta batalla possiblement va ser la major desfeta individual de la Wehrmacht en tota la guerra. L'Operació va ser batejada en honor del príncep Piotr Bagration, general de l'exèrcit rus que va morir en la batalla de Borodino contra les tropes napoleòniques.
Bagation, en combinació amb l'Operació Lvov-Sandomierz, llançada poques setmanes després a Ucraïna, permeté a la Unió Soviètica reconquerir gairebé tot el seu territori anterior a 1941, envair Alemanya (la Prússia Oriental) i arribar als afores de Varsòvia, després d'ocupar tot Polònia a l'est del riu Vístula.
Aquesta batalla s'ha descrit com el triomf de la teoria soviètica de l'«art operacional», atès que la complexa coordinació de tots els moviments al front i el tràfic de senyals a fi de desorientar l'enemic sobre l'objectiu de l'ofensiva. Tot i les enormes forces emprades, els comandants soviètics van aconseguir confondre completament als seus adversaris sobre l'eix del seu atac principal fins que ja va ser massa tard.

## Antecedents
El Grup d'Exèrcits Centre ja havia demostrat ser un os dur de rosegar, com va provar la derrota de Júkov a l'Operació Mart. No obstant això, al juny de 1944, i tot i haver escurçat el front, havia quedat exposat després de l'anihilació del Grup d'Exèrcits Sud a les batalles que van seguir la batalla de Kursk, l'Alliberament de Kíev i l'Alliberament de Crimea, durant el final d'estiu, la tardor i l'hivern de 1943-44: l'anomenat Tercer Període de la Gran Guerra Patriòtica.

### Els Comandants
Al final de la primavera de 1944, el Grup d'Exèrcits Centre estava comandat pel Mariscal de Camp Ernst Busch, tot i que també el Mariscal de Camp Walter Model, comandant del Grup d'Exèrcits d'Ucraïna Nord també es va veure involucrat. Els soviètics, pel seu costat, tenien quatre fronts davant el Grup d'Exèrcits Centre: el 1r Front del Bàltic, comandat pel General d'Exèrcit Ivan Bagramian; el 3r Front de Belarús, comandat pel General-Coronel Ivan Txerniakovski; el 2n Front de Belarús, comandat pel Coronel-General Georgi Zakharoc, i el 1r Front de Belarús, comandat pel General d'Exèrcit Konstantin Rokossovski.

### La Batalla
L'atac va començar el matí del 21 de juny de 1944, en el tercer aniversari de l'inici de l'atac alemany. L'Alt Comandament Alemany (l'OKW) esperava un atac sobre el Grup d'Exèrcits Sud, que havia quedat molt malmès i havia cedit la major part d'Ucraïna, motiu pel qual va rebre armament cedit pel Grup d'Exèrcits Centre, tot just abans de rebre l'atac. L'Operació Bagration enfrontà a més de 2,3 milions de soldats soviètics, englobats en 200 divisions i grans formacions, amb uns 6.000 tancs i una concentració massiva d'artilleria contra les 34 divisions alemanyes del Grup d'Exèrcit Centre. La derrota d'aquesta força resultà en la mort o la captura d'uns 350.000 soldats alemanys.
L'Operació Lvov-Sandomierz començà el 17 de juliol de 1944, i ràpidament posà en fuga a les forces alemanyes d'Ucraïna. El ràpid avanç va portar a les forces soviètiques a les portes de Varsòvia a final del mes. Tanmateix, l'Operació Bagration va aïllar a les unitats del Grup d'Exèrcit Nord que lluitaven a Curlandia. La confusió causada per aquestes operacions també va facilitar l'entrada de l'URSS als Balcans a l'agost de 1944.
L'operació només s'aturà quan les línies de subministrament soviètiques van començar a córrer risc de sobreextensió, perquè tal havia estat el seu èxit. No obstant això, encara és polèmica la decisió de proporcionar només un ajut limitat (i tardà) a l'Exèrcit Territorial Polonès a l'Alçament de Varsòvia, que començà tot just quan les forces soviètiques arribaven als llindars de la ciutat. També s'ha de dir que va contribuir a la derrota alemanya la transferència d'unitats en resposta a la invasió de Normandia, iniciada dues setmanes abans. Així doncs, els quatre Fronts (grups d'exèrcit) soviètics, amb més de 120 divisions, van envestir contra una línia alemanya encara més precària. Els soviètics van arribar a assolir relacions de 10 a 1 en tancs i 7 a 1 en avions sobre l'enemic. Als punts d'atac, els avantatges qualitatius i numèrics russos van ser aplastants, provocant la desfeta alemanya.
El 31 de juliol s'alliberà la capital de Belarús, Minsk, capturant-se a una 50.000 alemanys. Deu dies més tard, l'Exèrcit Roig arribava a la frontera de preguerra amb Polònia. En total, la pràctica aniquilació del Grup d'Exèrcits Centre va costar als alemanys uns 2.000 tancs i uns 57.000 vehicles d'altres tipus. Les baixes humanes s'estimen en uns 670.000 homes (300.000 morts, 250.000 ferits i 120.000 presoners). Les baixes soviètiques van ser de 60.000 morts, 110.000 ferits i uns 80.000 desapareguts, amb 2.957 tancs, 2.447 peces d'artilleria i 882 avions perduts.

## Conseqüències
Comparada amb altres batalles, aquesta va ser de molt la major victòria en termes numèrics pels soviètics, que van infligir gairebé 4 cops més baixes als alemanys i van reconquerir una immensa extensió de territori en dos mesos. Va ser una de les poques grans batalles entre l'Eix i la Unió Soviètica en què els alemanys van perdre més soldats que els soviètics.
L'exèrcit alemany ja no es va poder recuperar de les pèrdues de material i humanes patides a aquesta batalla: va perdre una quarta part de les seves tropes al Front Oriental, una proporció similar a les pèrdues a Stalingrad. L'ofensiva també va aïllar al Grup d'Exèrcits Nord del Grup d'Exèrcits Sud, obligant-los a retirar-se molt abans del territori soviètic.
Posant aquesta batalla en perspectiva, al Desembarcament de Normandia i a la Invasió d'Itàlia els aliats es van enfrontar amb un 20% de l'exèrcit alemany; el 80% restant es trobava lluitant contra l'Exèrcit Roig al Front Oriental. En altres paraules, la Invasió de Normandia i el Segon Front van ser un teatre secundari dins la Segona Guerra Mundial, que en aquells moments els alemanys ja havien perdut enfront dels soviètics. Normandia seria crucial, això no obstant, pel repartiment de les zones d'influència a l'Europa de postguerra.